# Wehrheim
Wehrheim is een gemeente in de Duitse deelstaat Hessen, en maakt deel uit van de Hochtaunuskreis.
Wehrheim telt 9.378 inwoners.

## Plaatsen in de gemeente Wehrheim
- Friedrichsthal
- Obernhain
- Pfaffenwiesbach
- Wehrheim

Bad Homburg vor der Höhe · Friedrichsdorf · Glashütten · Grävenwiesbach · Königstein im Taunus · Kronberg im Taunus · Neu-Anspach · Oberursel · Schmitten · Steinbach · Usingen · Wehrheim · Weilrod